# Maria Rosa Molas i Vallvé
Susana Rosa Molas i Vallvè, coneguda popularment a la seva casa i entorns com la mare Molas (Reus, 24 de març de 1815 - Tortosa, 11 de juny de 1876) va ser una religiosa catalana, fundadora de la congregació de les Germanes de la Consolació. És venerada com a santa per l'Església Catòlica Romana.

## Biografia
Nascuda a Reus el 1815, va ser un dels quatre fills de Josep Molas, artesà natural de Barcelona, i Maria Vallvé, de Reus. Va estudiar a la seva ciutat natal i va rebre la fe dels seus pares, que foren molt religiosos. Es mostrà molt sensible amb la pobresa i des de jove es va dedicar a tenir cura de malalts. Als setze anys vol fer vida religiosa, però el seu pare s'hi nega. Deu anys després, el gener de 1841, marxa de casa i ingressa a la comunitat de Filles de la Caritat que servien a l'Hospital de Sant Joan de Reus, on hi havia la Casa de la Caritat, dedicant-se a l'atenció de malalts i necessitats sota la direcció de Lluïsa Estivill.
L'11 de juny de 1844, essent Reus assetjada pel general Zurbano, quan Joan Prim (amb Llorenç Milans del Bosch) es va pronunciar exigint la majoria d'edat d'Isabel II, Molas acompanyà la seva mestra Lluïsa Estivill i una altra germana, i a l'alcalde de la vila, per a negociar la fi de l'assetjament i que la ciutat no fos saquejada pels assaltants, cosa que van aconseguir.
Torna a Tortosa el 18 de març de 1849, i es fa càrrec de la Casa de Misericòrdia de Jesús; obre una escola gratuïta a la Casa de Misericòrdia, per als nens dels barris propers i, dos anys més tard, es fa càrrec d'una escola pública a la ciutat. El 1852 obté el títol de mestra i assumeix la direcció de l'Hospital de la Santa Creu, que també travessa un moment difícil.
Per treballar en aquests establiments, i decebuda de la congregació de què formava part, va establir una nova congregació que posa el 14 de març de 1857 sota l'autoritat directa del bisbe de Tortosa. El 14 de novembre de 1858 és reconeguda i anomenada Germanes de la Consolació. La congregació es va estendre a altres llocs, sobretot per la Plana i el Camp de Tarragona
Morí a Tortosa l'11 de juny de 1876, després d'una breu malaltia.

## Veneració

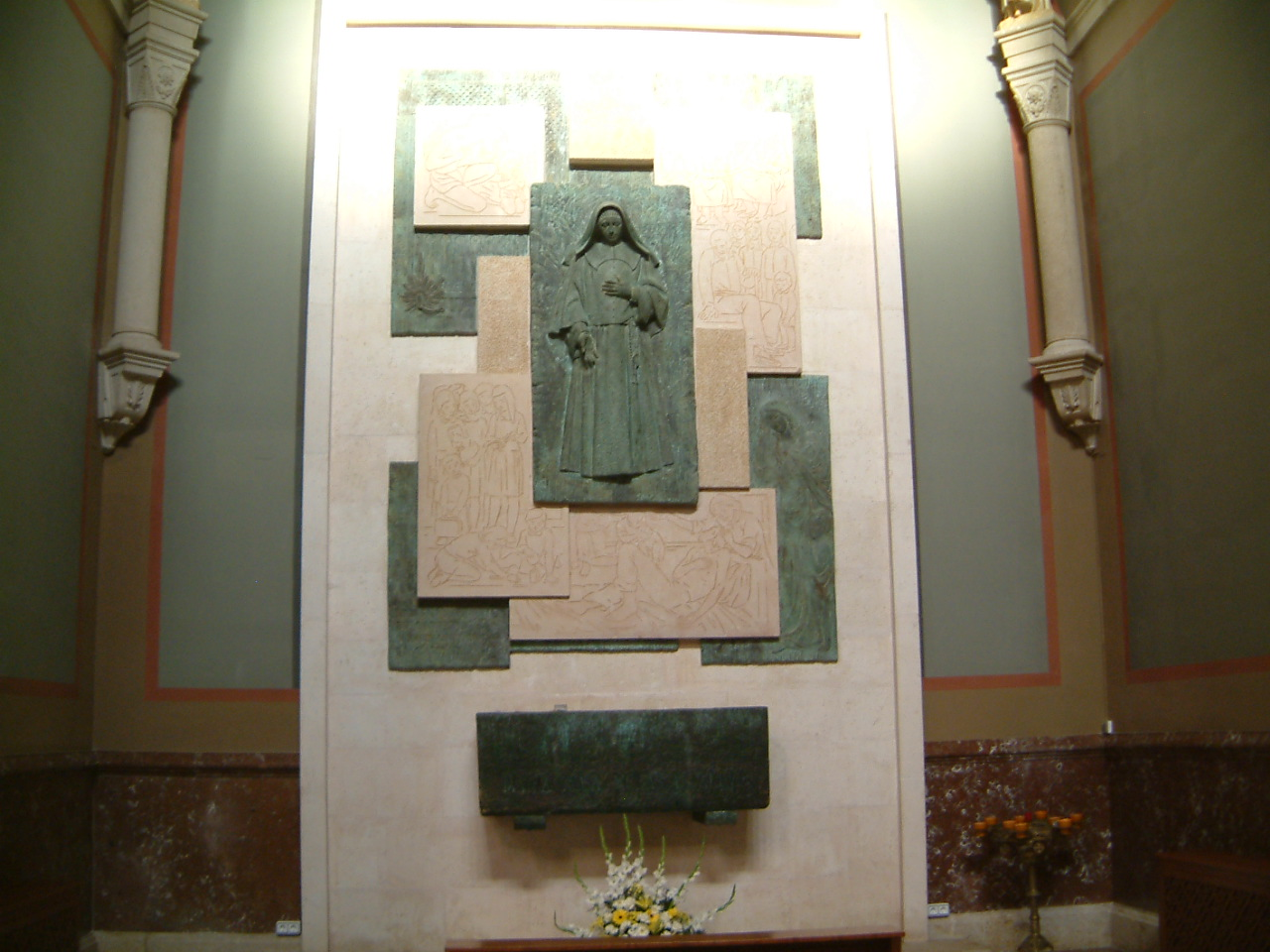
Retaule i sepulcre de la santa a la capella de la Casa Mare de Tortosa

Sebollida a la capella de la comunitat de la Consolació tortosina, va ésser venerada com a mare fundadora i persona de vida santa,
La diòcesi de Tortosa inicia el procés de beatificació el 1884, i el 1941 se n'aproven els escrits. El 1974, Pau VI la proclama venerable per l'heroïcitat deles seves virtuts, i ell mateix la beatifica el 8 de maig de 1977. Joan Pau II la va fer santa l'11 de desembre de 1988.

## Escoles
Hi ha centres d'aquesta congregació arreu del món. Concretament, a l'estat espanyol n'hi ha disset en total: onze, a la zona sud; i sis, a la zona nord.
El Col·legi Maria Rosa Molas és un centre concertat catòlic i que pertany a la Congregació de les Germanes de la Consolació (fundades per Santa Maria Rosa Molas). L'escola es troba al Carrer de Mare Molas número 38, a Reus, Tarragona.